# Babaef II
Babaef II, noto anche come Khnumbaf (fl. XXVI secolo a.C.) è stato un visir vissuto alla fine della IV dinastia egizia.

## Biografia
Fu probabilmente il figlio del visir Duaenre, e quindi il nipote di Chefren. Fu visir durante il regno del cugino Shepseskaf.

## Tomba

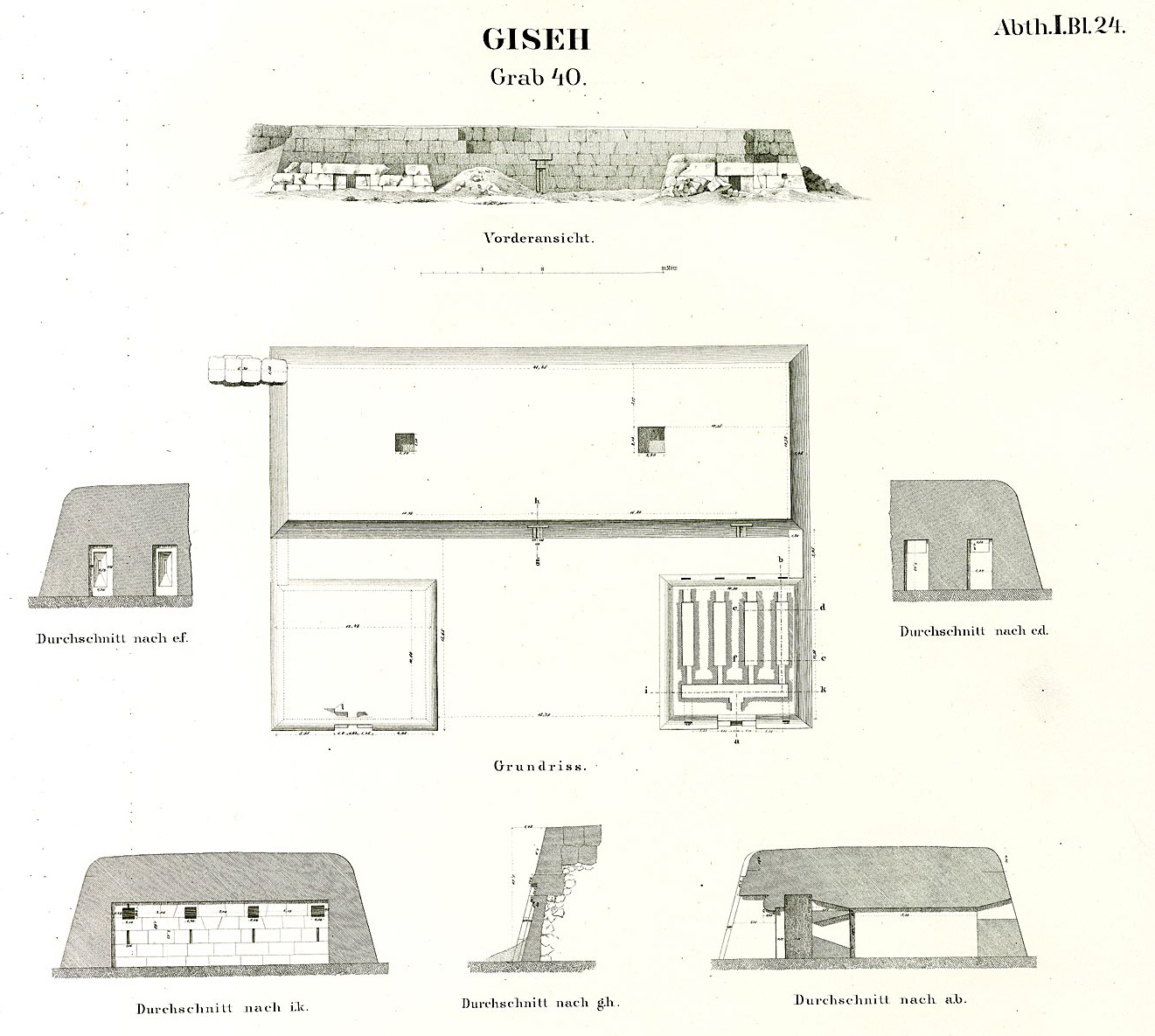
Mappa di G 5230 (Lepsius)

La tomba di Babaef è nota come G 5230 (= LG 40). Nella sua tomba Babaef viene descritto come "figlio del re, principe ereditario, conte, unico compagno, supervisore di tutti i lavori reali, direttore del palazzo, capo della giustizia e visir, capo dei sacerdoti lettori, sacerdote di Horus di Tehenu (Libia), elevato di braccio, grande incensatore, servo del trono, sacerdote degli ornamenti di akes, sacerdote di Hepwy, sacerdote di Horus-Shewa(?), segretario delle sacre scritture, anziano della casa snwt, sacerdote-khet del Grande".
La tomba fu scavata nel 1914, e furono trovate numerose grandi statue di calcare nel serdab. Durante gli scavi molti altri frammenti di statue furono rinvenuti sparsi nella parte occidentale della tomba. Tra i materiali c'era granito, diorite ed alabastro. I frammenti sono stati identificati come appartenenti a Babaef a causa delle iscrizioni. Molte delle statue erano senza testa, ma almeno alcune di loro poterono essere ricostruite.